# Ораевский, Иван Фёдорович
Иван Фёдорович Ораевский (1885—1968) — начальник Рязанских пехотных курсов, полковник.

## Биография
Родился в селе Пантусово Костромской губернии в многодетной семье губернского чиновника. В 1901 году окончил техническое училище[уточнить]. В 1904 году за участие в студенческих сходках он в числе девятисот неблагонадёжных студентов был мобилизован в царскую армию и отправлен на Дальний Восток. Служил во 2-й Сибирской стрелковой бригаде, участвовал в русско-японской войне.
В 1908 году окончил Одесское военное училище, был произведён в офицеры и назначен командиром взвода, вновь на Дальнем Востоке. В том же году защитил диплом в Московском высшем техническом училище, получив звание инженера первого класса по гражданскому строительству. В 1914 году стал слушателем Академии генерального штаба, но начавшаяся мировая война прервала учёбу на два года. На фронте он командовал ротой, батальоном, отдельным отрядом, был четырежды ранен. Был отозван для окончания учёбы и окончил военную академию в 1917 году. По окончании академии в июле 1917 года вернулся на фронт начальником штаба 17-й Сибирской стрелковой дивизии и старшим адъютантом штаба 50-го армейского корпуса. Имел шесть орденов Российской империи.
Подполковник И. Ф. Ораевский одним из первых перешёл в РККА: с весны 1918 года — начальник штаба 3-й Московской пехотной дивизии, затем был помощником заведующего и заведующим 1-х Рязанских (с апреля 1919), 1-х Московских и 30-х Рязанских пехотных курсов. С июля 1922 года преподавал тактику в школе усовершенствования командного состава «Выстрел», затем был военруком Московского авиационного института.
Был арестован органами ОГПУ по делу «Весна» 21 января 1931 года, признал себя виновным в принадлежности к контрреволюционной офицерской организации (в 1949 году заявил, что оклеветал себя и своих товарищей под давлением следствия). Осуждён 20 мая 1931 года на 5 лет ИТЛ. Вскоре был досрочно освобождён, вернулся на преподавательскую работу. В 1942 году в Москве вторично был арестован с обвинением в антисоветской агитации и сослан на 5 лет в Струнинский район, работал нормировщиком на комбинате «5-й Октябрь» в Ступино Московской области. Ещё раз арестован 22 марта 1949 года, и 18 июня того же года был сослан на поселение в Новосибирскую область.
Умер в сентябре 1968 года.

### Звания
- полковник РИА;
- полковник РККА.